# Sabbio Chiese
Sabbio Chiese é uma comuna italiana da região da Lombardia, província de Bréscia, com cerca de 3.172 habitantes. Estende-se por uma área de 18 km², tendo uma densidade populacional de 176 hab/km². Faz fronteira com Barghe, Gavardo, Odolo, Preseglie, Provaglio Val Sabbia, Vallio Terme, Villanuova sul Clisi, Vobarno.

## Demografia
| Variação demográfica do município entre 1861 e 2011                               |
|                                                                                   |
| Fonte: Istituto Nazionale di Statistica (ISTAT) - Elaboração gráfica da Wikipedia |